# Françoise de Dinan
 (mars 2016).
Si vous disposez d'ouvrages ou d'articles de référence ou si vous connaissez des sites web de qualité traitant du thème abordé ici, merci de compléter l'article en donnant les références utiles à sa vérifiabilité et en les liant à la section « Notes et références ».
Françoise de Dinan, née le 20 novembre 1436 à Trémuson (Côtes-d'Armor) et morte le 3 janvier 1499 à Châteaubriant (Loire-Atlantique), baronne de Châteaubriant, est une noble bretonne, gouvernante de la duchesse Anne de Bretagne à partir de 1488. Elle est la dernière représentante de la maison de Dinan.
Courtisée par trois prétendants à l'âge de 8 ans, elle est fiancée à Guy XV de Laval, mais Gilles de Bretagne l'enlève et l'épouse. Le troisième prétendant, Arthur de Montauban, fait mettre les deux époux en prison où Gilles est assassiné (1450). Françoise sollicite la protection de Guy XIV de Laval, père de son ex-fiancé, pour une reprise de l'alliance brisée, mais en fin de compte, Guy XIV prend la place de son fils (1451).
Devenue veuve en 1486, au moment de la Guerre folle et de la guerre de Bretagne, Françoise de Dinan devient après la mort du duc François II (1488) gouvernante de ses filles Anne, héritière du duché, reine de France en 1491, et Isabeau.

## Biographie

### Origines familiales
Née au manoir de la Roche-Suhart à Tremuson, elle est la fille de Jacques de Dinan, Chambellan de Bretagne, seigneur de Beaumanoir et de Catherine de Rohan. Elle perdit son père le 30 avril 1444.
À l'âge de 8 ans, elle devient la plus riche héritière du duché de Bretagne après la mort le 21 mai 1444, de son oncle Bertrand de Dinan Maréchal de Bretagne, seigneur de Montafilant, de Châteaubriant et des Huguetières.
Seule héritière de sa lignée, elle est dame de Châteaubriant, de Beaumanoir, du Guildo, de Montafilant, de Candé, de Vioreau, des Huguetières, de La Hardouinaye et du  Bodister.

### Convoitée par les grands nobles bretons
Elle est fiancée à François-Guy de Laval, aîné des fils du comte Guy XIV de Laval, après avoir été courtisée par Arthur de Montauban, par Gilles de Bretagne, frère cadet du duc François Ier de Bretagne, et par Pierre II de Bretagne, troisième fils du duc Jean V de Bretagne.
En 1444, elle est enlevée par Gilles de Bretagne, qui l'épouse. Arthur de Montauban, indigné par le rejet qu'il a subi[réf. nécessaire], ourdit alors[Quand ?] un complot contre Gilles. Celui-ci est arrêté en 1450 sur l'ordre de son frère Pierre II, puis assassiné en prison, sans doute à l'instigation d'Arthur[réf. nécessaire].
La même année, Françoise est aussi incarcérée. Sans conseils, sans appui, elle renouvelle par écrit son engagement de fiançailles à François-Guy de Laval. Françoise d'Amboise, épouse du duc Pierre II, redoutant les calculs de son mari, ne veut pas abandonner Françoise de Dinan à Arthur de Montauban. Elle propose alors la protection de Guy XIV de Laval (1406-1486), qui est veuf. Françoise d'Amboise amène le duc à consentir à la reprise de l'alliance entre Françoise de Dinan et François-Guy. Le 23 juillet 1450, une demande de dispense est adressée à l'évêque de Nantes, ayant pour but une enquête du Saint-Siège concernant François-Guy de Laval, fils aîné de Guy, comte de Laval, seigneur du Gavre. On y allègue pour raison canonique d'une dispense de parenté du 3e au 3e degré de consanguinuité que le mariage a été traité pour mettre de la paix entre les parents des fiancés. 
Guy XIV de Laval renonce à toucher 20 000 écus promis pour l'engager à se désister du mariage de son fils avec Françoise de Dinan. Celle-ci, de son côté, abandonne toutes prétentions sur le douaire qui lui appartient en tant que veuve de Gilles de Bretagne. Le duc de Bretagne restitue Châteaubriant dont il s'était emparé.

### Mariage avec Guy XIV de Laval (1451)
Mais l'accord va tourner de façon inattendue : Guy XIV décide d'épouser Françoise de Dinan, à la place de son fils, déjà victime de sa complaisance intéressée (il a touché 20 000 écus pour la rupture des fiançailles) lors de l'intervention de Gilles de Bretagne. Dans une démarche identique à celle entreprise pour son fils quelques mois plus tôt, le mandat pour une dispense de parenté du 2 au 3 Guy XIV et Françoise de Dinan, dite de Thouars du nom de sa mère, et pour l'absoudre de certaines censures, est du 17 décembre 1450 et adressée à l'évêque de Vannes. Le mariage a lieu en février 1451 à Vitré.
```
Guy XIV de Laval
x Isabelle de Bretagne
│
├──> 
Guy XV de Laval
 
│
├──> 
Pierre de Laval

│
├──> 
Jeanne de Laval
 
│    x 
René 
I
er
 d'Anjou

│ 
x Françoise de Dinan
```

Le contrat de mariage stipule que Guy XIV n’a aucun droit sur la baronnie de Châteaubriant. En mai 1451, Châteaubriant est consacrée comme une des neuf anciennes baronnies de Bretagne créées par le duc Pierre II de Bretagne. Le comte de Laval et Françoise de Dinan sa femme fondent une psallette à la Madeleine de Vitré, le 19 mai 1453.

### La période de la guerre de Bretagne (1486-1488)
Après la mort de Guy XIV en 1486, c'est-à-dire à un moment où la France est en proie à la Guerre folle, dans laquelle le duc François II de Bretagne est très impliqué, la baronne de Châteaubriant se place dans le camp favorable à la France, aux côtés de plusieurs grands seigneurs bretons. 
En mars 1487 est conclu l'accord de Châteaubriant par lequel des barons de Bretagne[Qui ?] font appel au soutien du roi de France. En avril 1488, Châteaubriant, une des forteresses de la province, subit un siège pendant une semaine.[pas clair]
Après la mort du duc François II (9 septembre 1488), les armées royales attaquent le duché de Bretagne (voir Guerre de Bretagne et Guerre franco-bretonne (1489-1491)), alors que le duché échoit à Anne, âgée de seulement 11 ans. 
Françoise de Dinan est alors chargée de l’éducation de la jeune Anne de Bretagne, et de sa sœur Isabeau. Elle joue un rôle important dans les manœuvres matrimoniales concernant la duchesse, qui, après avoir été mariée à Maximilien d'Autriche en 1491, voit son mariage cassé pour qu'elle puisse devenir l'épouse du roi de France Charles VIII (1470-1498) en 1492. 
Françoise elle-même se remarie en mars 1494 avec Jean de Proisy, un noble originaire de Picardie.

### Mort et inhumation

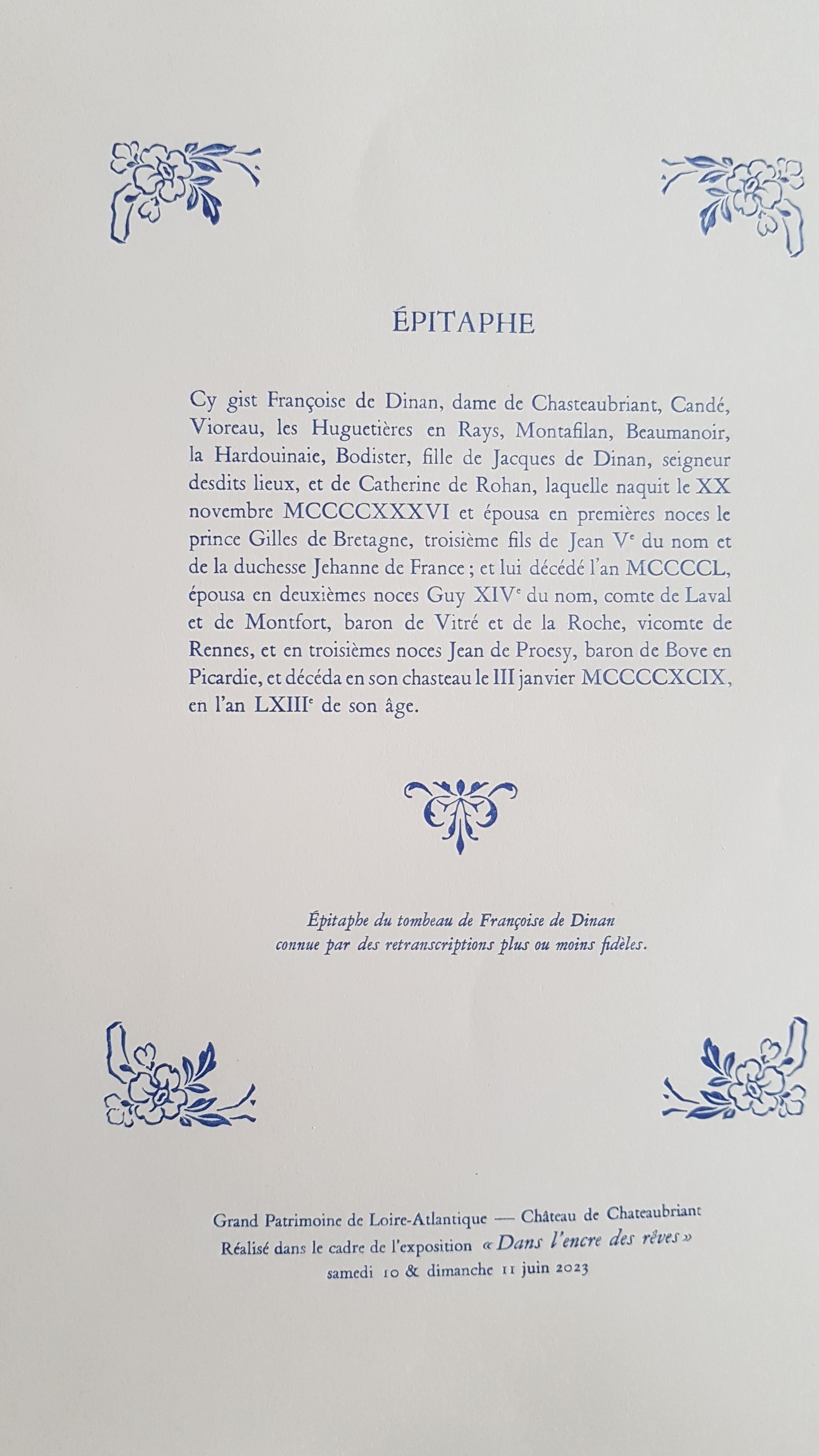
Épitaphe du tombeau de Françoise de Dinan. Document réalisé dans le cadre de l'exposition "Dans l'encre des rêves" au château de Châteaubriant en juin 2023.

Morte le 3 janvier 1499, elle est inhumée dans le chœur de l'église des Dominicains de Nantes, près d'Isabelle de Bretagne, la première épouse de Guy XIV. 
Son épitaphe est la suivante : Cy gist Françoise de Dinan, dame de Chasteaubriant, Candé, Vioreau, les Huguetières en Rays, Montafilan, Beaumanoir, la Hardouinaie, Bodister, fille de Jacques de Dinan, seigneur desdits lieux, et de Catherine de Rohan, laquelle naquit le xx novembre MCCCCXXXVI et épousa en premières noces le prince Gilles de Bretagne, troisième fils de Jean Ve du nom et de la duchesse Jehanne de France ; et, lui décédé l'an MCCCCL, épousa en deuxièmes noces Guy XIVe du nom, comte de Laval et de Montfort, baron de Vitré et de la Roche, vicomte de Rennes, et en troisièmes noces Jean de Proesy, baron de Bove en Picardie, et décéda en son chasteau le m janvier MCCCCXCIX, en l'an lxiiie de son âge.
En 1904, son cercueil est redécouvert lors de la destruction de l'ancien couvent des Jacobins de Nantes ; la Société archéologique de Nantes émet en vain le vœu que les restes soient transférés dans la cathédrale.

## Descendance
Elle eut de Guy XIV de Laval trois fils:
- Pierre, seigneur de Montafilant mort sans postérité à Nantes en 1475.
- François, baron de Châteaubriant et de Derval puis de Montafilant, né à Châteaubriant en 1462, mort à Amboise le 5 janvier 1503. Il épousa en 1486 Françoise de Rieux, morte le 15 octobre 1532 dont :
  - Jean de Laval-Châteaubriant, baron de Châteaubriant, né en 1487, mort sans postérité le 11 février 1543.
  - Pierre, seigneur de Montafilant, né le 4 février 1494, mort sans postérité en 1524.
- Jacques, seigneur de Beaumanoir, mort en 1502, dont :
  - François, mort sans postérité en 1522.